# Amores con un extraño
 Amores con un extraño es un filme estadounidense de 1963, del género drama romántico, dirigido por Robert Mulligan, producido por Alan J. Pakula, con un guion de Arnold Schulman; con Natalie Wood, Steve McQueen, Edie Adams, Herschel Bernardi y Harvey Lembeck en los roles principales. Fue el debut de Tom Bosley. La película obtuvo cinco nominaciones a los Premios Óscar en las categorías mejor actriz principal (Natalie Wood), mejor guion original, mejor dirección artística, mejor fotografía en blanco y negro, y mejor vestuario.

## Sinopsis
Angie (Natalie Wood) conoció hace algún tiempo a Rocky (Steve McQueen) y pasó una noche con él. Desde entonces no se volvieron a ver. Ahora, sin embargo, Angie va en su busca y le dice que está embarazada. Rocky quiere ser correcto y asumir su parte de la responsabilidad. Propone a Angie que aborte y le dice que él buscará un médico que lo haga clandestinamente, ya que esta práctica no está permitida por la ley. Angie asiente, aunque en su fuero más íntimo preferiría no hacerlo y tener el bebé con Rocky. Cuando llegan al lugar en el que debe realizarse el aborto no hay médico sino una señora cuyo aspecto y cuyos utensilios no inspiran ninguna confianza. Antes de comenzar la intervención Rocky se lleva a Angie de allí. Le ofrece casarse con ella, pero no lo dice muy convencido. Ella es orgullosa y no está dispuesta a casarse con un hombre que no la quiere.

## Argumento
Angie Rossini es una italiana de primera generación en la ciudad de Nueva York en los Estados Unidos que trabaja como dependienta en los grandes almacenes Macy's. Angie se queda embarazada después de una aventura de una noche con el músico Rocky Papasano. Cuando se enfrenta a él en una audición masiva en el Carnegie Hall, él afirma no recordarla. Su única petición es que Rocky ayude a financiar y encontrar el nombre de un médico que esté dispuesto a realizar un aborto. Mientras tanto, Angie está siendo presionada por sus hermanos mayores de clase trabajadora para que se case con Anthony, un restaurador poco atractivo pero exitoso. 
Rocky y Angie juntan suficiente dinero para el aborto, pero son confrontados por los hermanos de Angie, que los persiguen por el vecindario. Rocky logra colarse en el almacén de un amigo, donde los dos hablan sobre la vida, sus errores y sus perspectivas de futuro. Cuando él y Angie conocen a un rudo proveedor de servicios de aborto en una zona sospechosa del Distrito de Carnicerías de la ciudad de Nueva York (que resulta no ser un médico sino un abortista clandestino), Rocky se niega a dejarla seguir adelante con el peligroso procedimiento, para gran alivio de Angie, que descansa del trauma en el apartamento de la exnovia de Rocky. La madurez que demuestra al hacerlo los acerca, y Angie comienza a respetarlo. 
Después de conocer a sus hermanos, Rocky (a quien el hermano mayor le puso el ojo morado de rigor) decide asumir las consecuencias y acepta casarse con ella. Angie, que tiene más aspiraciones románticas en la vida, se siente insultada por la insinuación de un matrimonio por deber y se niega. Angie quiere romance, con "campanas y banjos". 
Como acto de independencia, Angie se muda de la casa de su familia, para gran disgusto de su madre inmigrante. Comienza a salir con el dueño del restaurante, Anthony, que se ofrece a casarse con ella (y a reclamar al bebé como suyo). 
Al actuar de forma distante, confunde y atrae a Rocky de nuevo a Macy's, donde le pregunta por su estado. Cuando Rocky menciona el matrimonio una vez más, Angie lo invita a cenar a su apartamento. La cena está estructurada como una "noche de cita" con una comida bien preparada y cócteles. Rocky está impresionado con su capacidad como ama de casa, pero aún más impresionado por su apariencia bien vestida y sexy. Después de dos tragos fuertes, le hace avances groseros y es rechazado una vez más. Angie dice que no quiere volver a cometer el mismo error, citando las "campanas y banjos" que espera en sus relaciones, y que después de todo el tiempo que han pasado juntos, en realidad "le gusta". Se pelean, y Angie, sollozando, lo echa del apartamento, dando un portazo.
Al día siguiente, Rocky se gana su corazón esperándola fuera del abarrotado Macy's, sosteniendo el cartel "Mejor casado que muerto", haciendo sonar campanas, y tocando un banjo.

## Reparto
- Natalie Wood como Angie Rossini
- Steve McQueen como Rocky Papasano
- Edie Adams como Barbie
- Tom Bosley as Anthony Columbo
- Herschel Bernardi como Dominick Rossini
- Harvey Lembeck como Julio Rossini
- Penny Santon como Mama Rossini
- Virginia Vincent como Anna
- Nick Alexander como Guido Rossini
- Augusta Ciolli como Mrs. Papasano
- Anne Hegira como Beetie
- Mario Badolati como Elio Papasano
- Elena Karam como la mujer
- Nina Varela como Mrs. Columbo
- Marilyn Chris como Gina
- Wolfe Barzell

## Comentarios
La película toca el tema de los abortos ilegales realizados por personas irresponsables. Alrededor de este tema central se teje una historia romántica en la que Natalie Wood hace una de sus mejores interpretaciones.

## Reconocimientos
| Premio                                                | Categoría                                                     | Candidato(s)                                            | Resultado |
| ----------------------------------------------------- | ------------------------------------------------------------- | ------------------------------------------------------- | --------- |
| Premios Óscar                                         | Mejor actriz                                                  | Natalie Wood                                            | Nominado  |
| Premios Óscar                                         | Mejor historia y guion escritos directamente para la pantalla | Arnold Schulman                                         | Nominado  |
| Premios Óscar                                         | Mejor dirección artística – blanco y negro                    | Hal Pereira, Roland Anderson, Sam Comer y Grace Gregory | Nominado  |
| Premios Óscar                                         | Mejor fotografía: blanco y negro                              | Milton Krasner                                          | Nominado  |
| Premios Óscar                                         | Mejor diseño de vestuario: blanco y negro                     | Edith Head                                              | Nominada  |
| Premios globo de oro                                  | Mejor actor en una película dramática                         | Steve McQueen                                           | Nominado  |
| Premios globo de oro                                  | Mejor actriz en una película dramática                        | Natalie Wood                                            | Nominada  |
| Premios Laurel                                        | Mejor drama                                                   | Mejor drama                                             | 4.º lugar |
| Premios Laurel                                        | Mejor interpretación dramática femenina                       | Natalie Wood                                            | Nominada  |
| Festival Internacional de Cine de Mar del Plata       | Mejor película                                                | Robert Mulligan                                         | Nominado  |
| Festival Internacional de Cine de Mar del Plata       | Mejor actriz                                                  | Natalie Wood                                            | Ganó      |
| Premios del Sindicato de Escritores de Estados Unidos | Mejor comedia estadounidense escrita                          | Arnold Schulman                                         | Nominado  |